# Spectrofon
«Спектрофон» (Spectrofon) — электронный журнал, посвящённый тематике ZX Spectrum. Выпускался в России группой разработчиков Step Creative Group (Москва) с декабря 1993 по июль 1997 года, всего выпущено 24 выпуска, включая пилотный демо-выпуск.

## Авторский коллектив
Журнал был основан творческой группой STEP — журналистами «ZX-Ревю» Юрием Матвеевым и Сергеем Шишлянниковым в 1993 году.
За время существования журнала авторский коллектив постепенно пополнялся и изменялся, лишь главный редактор оставался неизменным.
- Главный редактор: Юрий Матвеев (Matthias)
- Технический редактор/дизайнер: Сергей Шишлянников, Дмитрий Григорьев (OldMan)
- Компьютерная графика: Дмитрий Усманов, Владимир Коновалов, Алексей Дарвин, Евгений Александров, Антон Маркин (Teeray)
- Музыкальное оформление: Станислав Кузин (KSA), Юрий Матвеев, Никитин В. А., Денис Дратов (Dexus), Дмитрий Козлов, Игорь Шевелев (Igoval), Сергей Барков (Jam), Игорь Батищев (Doc)
- Специальные корреспонденты: Андрей Школьников, Сергей Новиков (Spirit)

## Выпуски
- 1993 — демо-выпуск #0
- 1994 — выпуски #1—9
- 1995 — выпуски #10—16
- 1996 — выпуски #17—21
- 1997 — выпуски #22—23

Все выпуски (кроме пилотного) распространялись на дискетах в формате TR-DOS и включали в себя как текст, так и программную часть. Распространением журнала занимался кооператив «Инфорком», на что он приобрёл частично права на издание. Имелось два формата издания: в розницу в защищенном от копирования виде, и для региональных дистрибьюторов в незащищённом виде (с лицензией на право копирования и соответствующей ценой). Впоследствии изданием занималась также ТОО «Формак».
Каждый выпуск снабжался своей уникальной оболочкой с музыкой и видеоэффектами. Также к каждому выпуску прикладывались две-три (обычно малоизвестные) игры и утилиты.
Журнал стал одним из первых и одним из наиболее известных электронных изданий для ZX Spectrum и, в частности, повлиял на появление множества других журналов — например, ZX Format.

## Мнения
В 1996 году журнале Adventurer проводился обзор игровой прессы ZX Spectrum, и было сообщено, что Spectrofon это «старейшее из распространненых изданий и самое распространенное из всех», является самым информативным журналом и держит свои позиции.